# Jag och min far (TV-serie)
Jag och min far är en svensk TV-serie som leds av Agnes Uggla och hennes far Magnus Uggla och som hade premiär på SVT Play och SVT den 11 januari 2024. Första säsongen består av sex avsnitt, och är producerad av Camp David. Namnet på serien kommer från Olle Ljungströms låt med samma namn och som Magnus Uggla gjorde en cover på i TV-programmet Så mycket bättre år 2012. Seriens andra säsong hade premiär den 24 juli 2025. Far och dotter Uggla besöker bland annat Wales, Italien, Kenya, Spanien och Finland.

## Handling
Serien kretsar kring artisten Magnus Uggla och hans dotter Agnes Uggla och på deras jakt efter kunskap om människor. I programmet besöker de platser som varit betydelsefulla för dem själva, eller för någon annan och tar upp ämnen som kärnfamiljen, andlighet, åldrande, emigration, dejting och populärkultur.

## Medverkande (i urval)
- Magnus Uggla
- Agnes Uggla